# 青岛远洋船员职业学院
青岛远洋船员职业学院（英文：Qingdao Ocean Shipping Mariners College）是位于中华人民共和国山东省青岛市市南区的一所普通专科院校，创建于1976年。原为青岛海运学校，后于2010年经教育部批准升格并改现名。学院隶属于中国远洋海运集团有限公司，主要侧重于培养船运和航海人才。目前学院正在黄岛区建设新校区。